# Racing Club Beirut
Il Racing Club (in arabo نادي الراسينغ‎?), meglio noto come Racing Beirut o semplicemente Racing, è una società calcistica libanese di Beirut, con sede nel distretto di Achrafieh della capitale.
Gioca le partite casalinghe allo stadio Fouad Shehab ed è supportato principalmente dalla comunità cristiana. Nella sua epoca d'oro, il Racing Beirut giocò partite amichevoli internazionali contro una serie di club e selezioni celebri, tra cui il Brasile U-23. Disputa il derby di Achrafieh contro il Sagesse.

## Palmarès

### Competizioni nazionali
- Campionato libanese: 3

1955-1956, 1964-1965, 1969-1970
- Challenge Cup libanese: 2 (record condiviso)

2016, 2017
- Seconda Divisione: 3

1999-2000, 2006-2007 (girone B), 2022-2023

### Altri piazzamenti
- Campionato libanese:

Terzo posto: 2012-2013, 2013-2014
- Coppa del Libano:

Semifinalista: 2018-2019